# Лебедевка (Ульяновская область)
Лебедевка — деревня в составе Астрадамовского сельского поселения Сурского района Ульяновской области. 

## География
Расположена на реке Большая Якла, в 22 километрах к востоку от районного центра.

## История
Возникла в первой половине XVII века.  
В 1780 году деревня Лебедевка, при речке Якле, помещичьих крестьян, вошла в состав Котяковского уезда Симбирского наместничества. С 1796 года стала относиться к Алатырскому уезду Симбирской губернии. 
Принадлежала генералу Михаилу Потемкину.  
В 1859 году деревня Лебедевка во 2-м стане Алатырского уезда Симбирской губернии, в которой в 149 дворах жило: 426 мужчин и 502 женщины.  
В 1898 году в деревне открылось министерское училище.  
В 1911 году был сильный пожар. Сгорело две улицы — больше половины села.           
В 1930-х годах образовался первый колхоз «Клейшук».  
В 1947 году на месте школы-семилетки образовался детский дом. Осталась одна школа — начальная, там учились в две смены. В этом же году образовался колхоз имени Ленина от объединения сёл Астрадамовка, Лебедевка, Утесовка, Аркаево.  
В 1950-х годах построили новый клуб, там же была и изба-читальня. Имелась кинопередвижка.  
В 1960-х годах образовался совхоз «Астрадамовский». В него вошли села Никитино, Большой Кувай и Малый Кувай.

## Население
| 2010 |
| ---- |
| 276  |

В 1900 году в дер. Лебедевке (при рч. Якле, в 1 вер.) в 125 двор.* 499 м. и 507 ж.;

## Уроженцы деревни
- В Лебедевке родились Герои Советского Союза Михаил Паничкин и Николай Паничкин.

## Достопримечательности
- Обелиск павшим воинам (1965 г. / 1977 г.)[5]